# Grand Prix Jef Scherens 1963
La 1re édition du Grand Prix Jef Scherens a eu lieu le 8 mai 1963. Elle a été remportée par le Belge Marcel Van Den Bogaert.

## Classement final
Marcel Van Den Bogaert remporte la course en parcourant les 200 km en 5 h 2 min 0 s à la vitesse moyenne de 39,375 km/h.
| Classement final, | Classement final,      | Classement final, | Classement final,        | Classement final, |
|                   | Coureur                | Pays              | Équipe                   | Temps             |
| ----------------- | ---------------------- | ----------------- | ------------------------ | ----------------- |
| 1er               | Marcel Van Den Bogaert | Belgique          | '                        | en 5 h 2 min 0 s  |
| 2e                | Francesco Miele        | Italie            | Pelforth-Sauvage-Lejeune | m.t               |
| 3e                | Walter Muylaert        | Belgique          | Pelforth-Sauvage-Lejeune | + 25 s            |
| 4e                | Eddy Pauwels           | Belgique          | Wiel's-Groene Leeuw      |                   |
| 5e                | Ferdinand Bracke       | Belgique          | Peugeot-BP               |                   |
| 6e                | Joseph Bosmans         | Belgique          | Solo-Terrot-Englebert    |                   |
| 7e                | Guillaume Demaer       | Belgique          | Solo-Terrot-Englebert    |                   |
| 8e                | Jean Simon             | Belgique          | Peugeot-BP               |                   |
| 9e                | André Bar              | Belgique          | Wiel's-Groene Leeuw      |                   |
| 10e               | Etienne Vercauteren    | Belgique          | G.B.C.-Libertas          |                   |
| modifier          |                        |                   |                          |                   |